# Sent Marc e la Vau
Sent Marc a Lobaud (en francès Saint-Marc-à-Loubaud) és una comuna (municipi) de França, a la regió de la Nova Aquitània, departament de la Cruesa, al districte d'Aubusson.
La seva població al cens de 1999 era de 122 habitants. Està integrada a la Communauté de communes du Plateau de Gentioux.

## Demografia
| 1968 | 1975 | 1982 | 1990 | 1999 |
| ---- | ---- | ---- | ---- | ---- |
| 166  | 134  | 107  | 91   | 122  |

## Administració
| Període | Identitat      | Partit |
| ------- | -------------- | ------ |
| 2001    | Jacques Farges |        |